# Ann Lawrence Durviaux
Ann Lawrence Durviaux, née le 13 août 1968 à Namur et morte le 15 août 2021 à Gouvy, est une juriste belge, professeur titulaire à la faculté de droit, de sciences politiques et de criminologie de l'Université de Liège et avocate.

## Biographie
Ann Lawrence Durviaux nait à Namur le 13 août 1968. En 1993, elle obtient une licence en droit à l'Université de Liège et mène en parallèle une carrière de juriste spécialisée en droit public et en droit administratif, notamment dans le domaine des marchés publics et des partenariats public-privé. Elle est d'abord assistante de recherche à partir de 1993, puis doctorante, maître de conférences et enfin professeur et professeur titulaire. De 1993 à 2006, elle est assistante au département de droit administratif et de contentieux.  De 1995 à 1998, elle effectue son stage juridique au sein du cabinet Hannequart & Rasir, où elle travaille principalement avec André Delvaux, bâtonnier. De 1998 à 1999, elle travaille au cabinet Haumont, Scholasse et Pâques. À partir de 2000, elle est avocate à Namur, auprès de Claire Doyen-Biver.  Durant ces années, elle acquiert de nombreuses expériences d'enseignement dans le cadre de la promotion sociale, de l'enseignement supérieur et de la formation continue, avant de se consacrer entièrement à l'enseignement universitaire et à la recherche dans le domaine des sciences politiques,.  
Ann Lawrence Durviaux a occupé plusieurs postes à l'Université de Liège. Elle a été titulaire de la chaire de sciences politiques, vice-doyenne pour l'enseignement à la faculté de droit, de sciences politiques et de criminologie, présidente du comité sectoriel pour l'enseignement des sciences humaines. Depuis 2007, elle était directrice de LEDAREL, un laboratoire de recherche et de formation pour les collectivités locales,.
Le 15 août 2021, Ann Lawrence Durviaux est retrouvée morte par balles avec sa compagne, la manager Nathalie Maillet, à Gouvy, en Belgique. L'ex-mari en instance de divorce de Nathalie Maillet, Franz Dubois, soupçonné d'être l'auteur de ce double meurtre, a appelé la police avant de se suicider,,. Ann Lawrence Durviaux est enterrée au crématorium de Ciney le 23 août,.